# Thierry Démarez
Thierry Démarez (Drancy, 27 oktober 1971) is een Frans set designer bij de Comédie-Française in Parijs, striptekenaar en illustrator. 
Hij tekent onder meer de reeksen De laatste Trojaan, Marie der draken en Alex senator.

## Carrière
Démarez studeerde schone kunsten in Valenciennes, modelleren bij de ASFODESS in Montreuil en schilderen bij de CREAR in Gouvieux. Zijn eerste stripverhalen werden in fanzines gepubliceerd zoals Style BD en Le Goinfre. Zijn eerste verhaal, getiteld Le Continent Premier, naar een scenario van Jean-Christophe Derrien, werd in 2002 uitgegeven door Soleil Productions.
Hij maakte vanaf 2004 samen met Valérie Mangin de sciencefictionserie De laatste Trojaan. Vanaf 2011 tekende hij de fantasyserie Marie der draken, naar scenario's van Anne Guéro en Gérard Guéro. Dit nadat hij in datzelfde jaar het zevende album in de reeks De Orde van de Drakenridders tekende naar een scenario van dezelfde schrijvers.
Démarez begon in 2012 op basis van een scenario van Valérie Mangin een nieuwe spin-off van de historische reeks Alex van Jacques Martin, met de titel Alex senator, waarbij Alex inmiddels op leeftijd is en senator is geworden.
- Bibliothèque nationale de France: cb14541034z (data)
- Gemeinsame Normdatei: 1215231725
- International Standard Name Identifier: 0000 0000 8160 1131
- Nederlandse Thesaurus van Auteursnamen: 33357589X
- Système universitaire de documentation: 078072522
- Virtual International Authority File: 172553561